# Гриф, Джон
Джон Гриф (англ. John Grefe; 6 сентября 1947, Хобокен — 22 декабря 2013, Сан-Франциско) — американский шахматист, международный мастер (1975). Победил на чемпионате США вместе с Л. Кавалеком (1973).

## Биография
Джон Гриф родился 6 сентября 1947 года в Хобокене, штат Нью-Джерси, США. С ранних лет проявлял интерес к шахматам и достиг значительных успехов на национальном уровне. В 1973 году разделил первое место на чемпионате США по шахматам с Любомиром Кавалеком, что стало одним из главных достижений в его карьере. В 1975 году ему было присвоено звание международного мастера.